# Igreja Católica na Antártica
A Igreja Católica na Antártica (ou Antártida) faz parte da Igreja Católica universal, sob a liderança espiritual do Papa e da Santa Sé. No continente não há divisões territoriais de dioceses, ou quaisquer outras circunscrições, cabendo aos países que têm suas estações de pesquisas construir capelas para atender ao moradores.

## Locais de culto
O Programa Antártico Mundial visa construir uma capela católica na Estação Zucchelli, pertencente à Itália, e localizada na Baía Terra Nova. A maioria dos locais católicos na Antártica deve-se à presença argentina no continente. A primeira capela totalmente católica do continente foi a Capela São Francisco de Assis, inaugurado em 18 de fevereiro de 1976, na Base Esperanza, pertencente à Argentina, pelo jesuíta Buenaventura de Filippis, que invernara na base de dois anos consecutivos. Lá foi realizada, em 1978, o primeiro casamento religioso da Antártica, o batismo de Emilio Palma, o primeiro nascimento registrado de um ser humano na Antártica, e as primeiras comunhões no do continente do sul. Em 12 de janeiro de 2001 foi entronizada na capela uma relíquia de São Héctor Valdivielso Sáez. Em novembro de 2014 o capelão-maior do Exército Argentino fez uma doação de uma relíquia de São Francisco de Assis para a capela.
A capela cristã mais meridional capela está localizada na Base Belgrano II, no Nunatak Bertrab, na Terra de Coats, a 1300 km do polo sul geográfico. Esta é uma capela católica permanente, feita de gelo, a Capela de Nossa Senhora das Neves.
Além da Capela Stella Maris e  da Capela de São Francisco de Assis, outros edifícios católicos argentinos são a Capela da Virgem de Luján, construída na Base Marambio (Ilha Seymour); a Capela Cristo Caminhante, construído na Base San Martín; e Capilla Nuestra Señora del Valle em base Carlini. Desde 1995, o Ordinariato Militar da Argentina começou a desenvolver o seu programa Pastoral da Antártica, participando de bases, navios e pessoal da Antártica e  destacando sacerdotes em campanhas antárticas. Desde 1996, as capelas das bases antárticas argentinas contam permanentemente com sacrários, hóstias consagradas e ministros extraordinários da Sagrada Comunhão, nomeados pelo ordinário militar.
O Chile construiu a Capela de Santa Maria Rainha da Paz, uma capela católica construída na Base Presidente Eduardo Frei Montalva, em Villa Las Estrellas (nas Ilhas Shetland do Sul). A capela tem capacidade para 36 pessoas, assistido pelo serviço religioso da Força Aérea Chilena dependente do Ordinariato Militar chileno.
Há também um pequeno santuário católico em Punta Hut, perto da Base de Dados de McMurdo, chamado Nossa Senhora das Neves, e traduzida em Inglês Roll Cage Mary. Ela foi dedicado aos seabees da Marinha dos EUA que morreram durante a construção da base em 1956. Foi restaurada em 1995 por freiras carmelitas da Nova Zelândia.

## Lista de igrejas católicas da Antártica
| Igrejas católicas na Antártica       | Igrejas católicas na Antártica          | Igrejas católicas na Antártica | Igrejas católicas na Antártica | Igrejas católicas na Antártica | Igrejas católicas na Antártica |
| Nome                                 | Local                                   | País pertencente               | Ano de abertura                | Foto                           | Ref.                           |
| ------------------------------------ | --------------------------------------- | ------------------------------ | ------------------------------ | ------------------------------ | ------------------------------ |
| Capela Nossa Senhora das Neves       | Base Belgrano II, Nunatak Bertrab       | Argentina                      | Após 1979                      | —                              | [ 9 ]                          |
| Capela São Francisco de Assis        | Base Esperanza, Baía Hope               | Argentina                      | 1976                           |                                | [ 10 ]                         |
| Capela Santa Maria, Rainha da Paz    | Base Marambio, Ilha Seymour             | Chile                          | ?                              |                                | [ 10 ]                         |
| Capela da Santíssima Virgem de Lujan | Villa Las Estrellas, Ilha do Rei George | Argentina                      | 1996                           |                                | [ 11 ]                         |

### Igrejas católicas da Antártica fora da Antártica
| Igrejas católicas da Antártica fora da Antártica | Igrejas católicas da Antártica fora da Antártica | Igrejas católicas da Antártica fora da Antártica | Igrejas católicas da Antártica fora da Antártica | Igrejas católicas da Antártica fora da Antártica | Igrejas católicas da Antártica fora da Antártica |
| Nome                                             | Local                                            | País pertencente                                 | Ano de abertura                                  | Foto                                             | Ref.                                             |
| ------------------------------------------------ | ------------------------------------------------ | ------------------------------------------------ | ------------------------------------------------ | ------------------------------------------------ | ------------------------------------------------ |
| Capela Nossa Senhora dos Ventos                  | Port-aux-Français, Ilhas Kerguelen               | França                                           | Anos 1950                                        |                                                  | [ 10 ]                                           |